# Coupe du Kazakhstan de football 2017
Navigation
Édition précédente Édition suivante
La Coupe du Kazakhstan 2017 est la 26e édition de la Coupe du Kazakhstan depuis l'indépendance du pays. Elle prend place du 28 mars au 14 octobre 2017.
Un total de 21 équipes prennent part à la compétition, incluant les douze équipes de la première division kazakhe auxquelles s'ajoutent sept clubs du deuxième échelon et deux autres de la troisième division.
La compétition est remportée par le Kaïrat Almaty qui l'emporte face au FK Atyraou à l'issue de la finale et gagne sa huitième coupe nationale. Cette victoire permet au club de se qualifier pour le premier tour de qualification de la Ligue Europa 2018-2019 ainsi que pour l'édition 2018 de la Supercoupe du Kazakhstan.

## Phase de groupes
Les neuf équipes issues des divisions inférieures sont réparties en trois groupes de trois clubs qui s'affrontent une fois, pour deux matchs joués pour chaque. À l'issue de ces rencontres, les trois premiers de groupe ainsi que le meilleur deuxième se qualifient pour les huitièmes de finale. Cette phase prend place entre le 28 mars et le 6 avril 2017.

### Groupe A
| Rang | Équipe                  | Pts | J | G | N | P | Bp | Bc | Diff |  | Résultats (▼ dom., ► ext.) | MAK | KYZ | SDI |
| ---- | ----------------------- | --- | - | - | - | - | -- | -- | ---- |  | -------------------------- | --- | --- | --- |
| 1    | FK Maktaaral (D2)       | 4   | 2 | 1 | 1 | 0 | 5  | 3  | +2   |  | FK Maktaaral (D2)          |     |     | 4-2 |
| 2    | Kyzyljar Petropavl (D2) | 4   | 2 | 1 | 1 | 0 | 3  | 2  | +1   |  | Kyzyljar Petropavl (D2)    | 1-1 |     |     |
| 3    | SDIouSChOR 7 (D3)       | 0   | 2 | 0 | 0 | 2 | 3  | 6  | -3   |  | SDIouSChOR 7 (D3)          |     | 1-2 |     |

### Groupe B
| Rang | Équipe              | Pts | J | G | N | P | Bp | Bc | Diff |  | Résultats (▼ dom., ► ext.) | KYR | EKI | ALT |
| ---- | ------------------- | --- | - | - | - | - | -- | -- | ---- |  | -------------------------- | --- | --- | --- |
| 1    | Kyran Chimkent (D2) | 3   | 1 | 1 | 0 | 0 | 2  | 0  | +2   |  | Kyran Chimkent (D2)        |     |     |     |
| 2    | FK Ekibastouz (D2)  | 0   | 1 | 0 | 0 | 1 | 0  | 2  | -2   |  | FK Ekibastouz (D2)         | 0-2 |     |     |
| 3    | Altaï Semeï (D2)    | 0   | 0 | 0 | 0 | 0 | 0  | 0  | 0    |  | Altaï Semeï (D2)           |     |     |     |

1. ↑  L'Altaï Semeï se retire de la compétition le 30 mars 2017[1].
2. ↑  L'Altaï Semeï se retire de la compétition le 30 mars 2017[2].

### Groupe C
| Rang | Équipe                     | Pts | J | G | N | P | Bp | Bc | Diff |  | Résultats (▼ dom., ► ext.) | JET | KAS | ROU |
| ---- | -------------------------- | --- | - | - | - | - | -- | -- | ---- |  | -------------------------- | --- | --- | --- |
| 1    | Jetyssou Taldykourgan (D2) | 6   | 2 | 2 | 0 | 0 | 3  | 1  | +2   |  | Jetyssou Taldykourgan (D2) |     | 1-0 |     |
| 2    | Kaspiy Aqtaw (D2)          | 3   | 2 | 0 | 0 | 2 | 1  | 1  | 0    |  | Kaspiy Aqtaw (D2)          |     |     | 1-0 |
| 3    | FK Rouzaïevka (D3)         | 0   | 2 | 0 | 0 | 2 | 1  | 3  | -2   |  | FK Rouzaïevka (D3)         | 1-2 |     |     |

## Huitièmes de finale
Les rencontres de ce tour sont jouées le 19 avril 2017. Les équipes de la première division font leur entrée à ce stade.
| Date          | Club                       | Score                | Club                     |
| ------------- | -------------------------- | -------------------- | ------------------------ |
| 19 avril 2017 | Kyran Chimkent (D2)        | 1 - 2                | (D1) FK Atyraou          |
| 19 avril 2017 | FK Maktaaral (D2)          | 1 - 4                | (D1) Okjetpes Kökşetaw   |
| 19 avril 2017 | Jetyssou Taldykourgan (D2) | 2 - 1                | (D1) FK Astana           |
| 19 avril 2017 | Kyzyljar Petropavl (D2)    | 0 - 1                | (D1) Ordabasy Chimkent   |
| 19 avril 2017 | Tobol Kostanaï (D1)        | 1 - 2                | (D1) Chakhtior Karagandy |
| 19 avril 2017 | Akjaïyk Oural (D1)         | 0 - 0 ap (4 - 5 tab) | (D1) FK Aktobe           |
| 19 avril 2017 | Irtych Pavlodar (D1)       | 3 - 2 ap             | (D1) Kaysar Kyzylorda    |
| 19 avril 2017 | Kaïrat Almaty (D1)         | 2 - 0                | (D1) FK Taraz            |

## Quarts de finale
Les rencontres de ce tour sont jouées le 10 mai 2017.
| Date        | Club                       | Score    | Club                     |
| ----------- | -------------------------- | -------- | ------------------------ |
| 10 mai 2017 | Jetyssou Taldykourgan (D2) | 0 - 1    | (D1) Ordabasy Chimkent   |
| 10 mai 2017 | Okjetpes Kökşetaw (D1)     | 1 - 2    | (D1) Chakhtior Karagandy |
| 10 mai 2017 | FK Atyraou (D1)            | 1 - 0 ap | (D1) FK Aktobe           |
| 10 mai 2017 | Kaïrat Almaty (D1)         | 2 - 0    | (D1) Irtych Pavlodar     |

## Demi-finales
Les demi-finales sont disputés sous la forme de confrontations en deux manches, les matchs aller étant joués le 24 mai et les matchs retour le 21 juin 2017.
| Club                     | Score | Club               | Aller | Retour |
| ------------------------ | ----- | ------------------ | ----- | ------ |
| Ordabasy Chimkent (D1)   | 1 - 3 | (D1) Kaïrat Almaty | 0 - 0 | 1 - 3  |
| Chakhtior Karagandy (D1) | 1 - 3 | (D1) FK Atyraou    | 1 - 0 | 0 - 3  |

## Finale
Le FK Atyraou dispute à cette occasion sa deuxième finale de coupe après 2009, tandis que le Kaïrat Almaty dispute quant à lui sa quatrième finale consécutive depuis 2014 et la onzième de son histoire. Disputée le 24 novembre 2018 au stade central d'Aktioubé, l'unique but de la rencontre est inscrit à la 70e minute par Gérard Gohou, qui permet au Kaïrat de remporter sa huitième coupe nationale.
| ·            |
| Entraîneur : |
| Carlos Alós  |

| ·                |
| Entraîneur :     |
| Kuanysh Kabdulov |

| ·            |
| Entraîneur : |
| Carlos Alós  |

| ·                |
| Entraîneur :     |
| Kuanysh Kabdulov |